# Circuit des cols pyrénéens
Le Circuit des cols pyrénéens est une ancienne course cycliste française, organisée dans les Hautes-Pyrénées, à Tarbes puis à Lourdes essentiellement, de 1931 à 1961,.

## Palmarès
| Année | Vainqueur         | Deuxième          | Troisième           |
| ----- | ----------------- | ----------------- | ------------------- |
| 1931  | Léon Fichot       | Gabriel Hargues   | Ernest Neuhard      |
| 1932  | Marcel Maurel     | Gabriel Hargues   | René Vietto         |
| 1934  | Jean Béar         | Léonce Autaa      | François Palus      |
| 1935  | Salvador Cardona  | André Duple       | Desiré Lignon       |
| 1936  | Antoine Arnaldi   | Jean Béar         | Daniel Nicolau      |
| 1937  | Luigi Barral      | Jérôme Boudé      | Raymond Louviot     |
| 1938  | Joseph Magnani    | Georges Lachat    | Roger Piétéraerents |
| 1939  | Emiliano Álvarez  | Julián Berrendero | Sylvain Palu        |
| 1942  | Eugenio Galliussi | Raymond Louviot   | Dante Gianello      |
| 1943  | Alfred Macorig    |                   |                     |
| 1945  | René Vietto       |                   |                     |
| 1946  | Gaston Bruel      | Jacques Moujica   | Arturo Neri         |
| 1947  | Gino Sciardis     | Félix Adriano     | Joseph Magnani      |
| 1948  | Damien Melosi     | Albert Joulin     | Abel Trouillet      |
| 1949  | Robert Chapatte   | Bruno Garonzi     | René Vietto         |
| 1950  | Alain Moineau     | René Berton       | Daniel Orts         |
| 1951  | Alain Moineau     | Louis Goya        | Joseph Pagotto      |
| 1952  | Michel Llorca     | Maurice Kallert   | Joseph Dalbera      |
| 1953  | Joseph Pagotto    | Claude Vincent    | Jacques Bianco      |
| 1960  | Raymond Mastrotto | Raymond Poulidor  | Marcel Rohrbach     |
| 1961  | Stéphane Lach     | Robert Gibanel    | André Le Dissez     |